# Abutilon pitcairnense
Espèce
Statut de conservation UICN

EW : Éteint à l'état sauvage
Abutilon pitcairnense est une espèce de plante à fleurs de la famille des Malvaceae, endémique de l'île de Pitcairn.

## Description

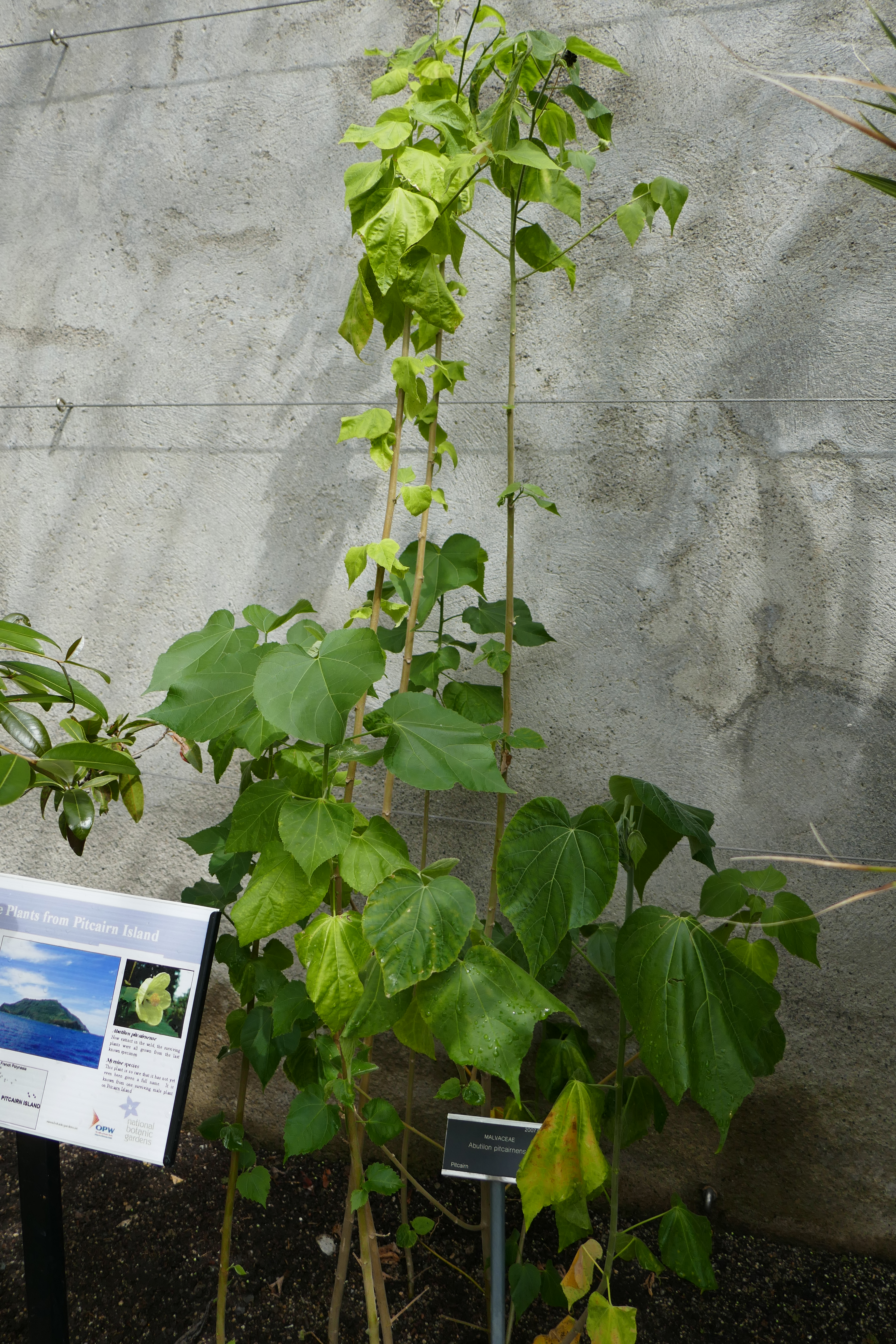
Abutilon pitcairnense à Dublin

Abutilon pitcairnense est un arbuste étalé atteignant environ 1 m de hauteur. Les fleurs sont en forme de cloche retombante, jaunes/crème, aux pétales d'environ 2–3 cm ; feuilles alternes, cordées, larges (des descriptions rapportent ~13 × 9 cm). La floraison observée a lieu principalement entre juillet et août.

## Répartition et habitat

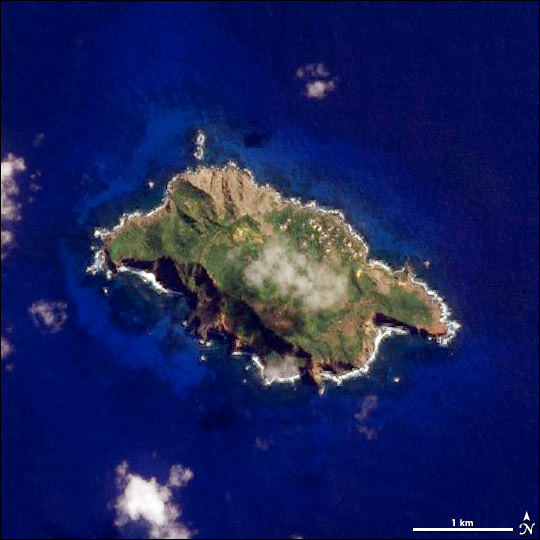
Vue satellite de l'île de Pitcairn (NASA)

L'espèce est endémique de l'île de Pitcairn (3 × 2 km environ). Historiquement elle poussait sur des pentes instables et dans des forêts dominées par Homalium taypau et Metrosideros collina

## Conservation
L'espèce fut présumée éteinte durant plusieurs décennies jusqu'à la découverte d'un seul individu sauvage en 2003, découverte qui permit la collecte de graines et de boutures pour mise en culture et sauvegarde. Le dernier individu sauvage connu a été détruit par un glissement de terrain en 2005, entraînant la disparition en milieu naturel. Des plantes issues de ce matériel de 2003 ont été cultivées à Pitcairn même et dans des jardins botaniques (comme le Trinity College à Dublin par exemple). Des graines sont conservées à la Millennium Seed Bank (Wakehurst). Des actions de lutte contre les invasives (notamment Syzygium jambos et Lantana camara) et de restauration de l'habitat ont été menées pour préparer une éventuelle réintroduction. Elle est donc maintenant considéré éteint à l'état sauvage.